# Ctenicera diversicolor
Ctenicera diversicolor là một loài bọ cánh cứng trong họ Elateridae. Loài này được Eschscholtz miêu tả khoa học năm 1829.